# دونتا اسمیت
دونتا اسمیت (انگلیسی: Donta Smith؛ زادهٔ ۲۷ نوامبر ۱۹۸۳) بازیکن بسکتبال اهل ایالات متحده آمریکا است. از باشگاه‌هایی که در آن بازی کرده‌است می‌توان به آتلانتا هاوکس اشاره کرد.